# Nguyễn Hữu Thắng (cầu thủ bóng đá sinh 1972)
Nguyễn Hữu Thắng (sinh ngày 2 tháng 12 năm 1971 hoặc tháng 7 năm 1972) là một cựu cầu thủ bóng đá người Việt Nam. Thời còn thi đấu ông chơi ở vị trí hậu vệ cho câu lạc bộ Sông Lam Nghệ An. Ông cũng từng là thành viên và đội trưởng Đội tuyển bóng đá quốc gia Việt Nam giai đoạn từ năm 1997 đến năm 1999.
Năm 2003, Nguyễn Hữu Thắng chuyển sang công tác huấn luyện, bắt đầu từ đội bóng Sông Lam Nghệ An. Ông từng có thời gian dẫn dắt đội bóng Hà Nội T&T trước khi quay lại câu lạc bộ cũ Sông Lam Nghệ An. Từ tháng 3 năm 2016 tới tháng 8 năm 2017, ông đã dẫn dắt đội tuyển quốc gia Việt Nam và đội tuyển U-23 quốc gia Việt Nam.
Hiện tại, Nguyễn Hữu Thắng đang là chủ tịch kiêm giám đốc điều hành của Câu lạc bộ bóng đá Thành phố Hồ Chí Minh.

## Thời thơ ấu
Nguyễn Hữu Thắng sinh tại thành phố Vinh nhưng có nguyên quán tại huyện Đức Thọ, tỉnh Hà Tĩnh. Gia đình ông chuyển từ Đức Thọ sang định cư tại Vinh. Bố mẹ ông làm việc tại công ty in Nghệ An; về sau mẹ ông bị bệnh và qua đời.
Hữu Thắng tham gia lớp năng khiếu bóng đá của Sông Lam Nghệ An từ rất sớm (học cấp III, vào những năm 1980). Lúc đó, Sông Lam Nghệ An chưa nổi tiếng cho đến năm 1989, khi đội đoạt chức vô địch bảng B hạng A1 toàn quốc, được đặc cách lên hạng đội mạnh.

## Sự nghiệp cầu thủ

### Hậu vệ với lối chơi chắc chắn
Từ một vận động viên năng khiếu, vào đội trẻ, Nguyễn Hữu Thắng được đôn lên đội một Sông Lam Nghệ An vào khoảng năm 1992. Cùng lứa với Hữu Thắng còn có Phan Thanh Tuấn, Ngô Quang Trường, Nguyễn Văn Tiến,... Vào thời điểm đó, vị trí trung vệ sở trường của Thắng do đàn anh Nguyễn Quang Hải án ngữ.
Năm 1993, Hữu Thắng được chọn vào đội hình chính thức, thi đấu ở vị trí trung vệ dập. Nhờ lối chơi mạnh mẽ, Nguyễn Hữu Thắng được ban huấn luyện và người hâm mộ xứ Nghệ để ý. Cùng năm đó, câu lạc bộ đoạt huy chương đồng giải vô địch quốc gia và tên tuổi của Thắng bắt đầu nổi tiếng. Hữu Thắng là một hậu vệ có lối chơi rắn của đội.
Năm 1996, khi câu lạc bộ Juventus sang Việt Nam đá giao hữu, những cầu thủ lừng danh từng từng tham chiến ở đấu trường đỉnh cao Serie A như Gianluca Vialli, Attilio Lombardo,... nhiều lần chùn chân lối đá băm bổ và rất "bốc" của Hữu Thắng. Đồng nghiệp cùng thời và là cầu thủ số một Việt Nam lúc bấy giờ, Lê Huỳnh Đức, đã nhận xét Nguyễn Hữu Thắng là hậu vệ mà anh ngại đối đầu nhất.

### Cầu thủ, đội trưởng đội tuyển quốc gia Việt Nam
Hữu Thắng từng khoác áo đội tuyển quốc gia Việt Nam tham dự các giải đấu khu vực như SEA Games 1995, Tiger Cup 1996, SEA Games 1997 và Tiger Cup 1998. Ông cũng cùng đội dự vòng loại các giải châu Á và thế giới (World Cup).
Tại SEA Games 18 năm 1995, Hữu Thắng đá trung vệ với đội trưởng Nguyễn Mạnh Cường đá thòng, Chí Bảo và Lê Đức Anh Tuấn đá hậu vệ biên. Tại Tiger Cup 1996, ông bị huấn luyện viên lúc đó Karl-Heinz Weigang nghi là "bán độ" sau màn trình diễn dưới sức của đội tuyển ở trận hòa 1–1 với tuyển Lào. Mặc dù vậy, sau khi giải quyết một cách êm thấm, Thắng vẫn tiếp tục thi đấu và cùng đội đoạt huy chương đồng chung cuộc.
Từ năm 1997 đến năm 1999, Hữu Thắng được chọn là đội trưởng đội tuyển Việt Nam. Nguyễn Hữu Thắng chia tay đội tuyển Việt Nam năm 1999 (ông không tham dự SEA Games năm đó) vì lý do chấn thương.
Các cầu thủ từng đá trung vệ với Nguyễn Hữu Thắng ở đội tuyển Việt Nam có Nguyễn Mạnh Cường (Thể Công), Đỗ Khải (Hải Quan), Nguyễn Thiện Quang (Công an TP.HCM), Lê Hồng Hải (Lâm Đồng) và Đỗ Mạnh Dũng (Thể Công).

## Sự nghiệp huấn luyện

### Cấp câu lạc bộ
Năm 2002, khi mới 31 tuổi, Nguyễn Hữu Thắng đã được lãnh đạo câu lạc bộ Sông Lam Nghệ An giao phó chức vụ huấn luyện viên trưởng thay thế cho Nguyễn Thành Vinh đã chuyển sang làm nhiệm vụ ở đội tuyển U-23 quốc gia. Tuy nhiên, ông đã từ chối với lý do đội bóng đang gặp nhiều khó khăn về lực lượng và cần một người có kinh nghiệm và uy tín để dẫn dắt, cũng như đang phải theo đuổi việc học tại Đại học Thể dục Thể thao. Sau khi ông Nguyễn Hồng Thanh trở thành HLV trưởng của câu lạc bộ vào năm 2003, Hữu Thắng bắt đầu sự nghiệp huấn luyện và gặt hái thành công cùng Sông Lam Nghệ An với hai chức vô địch Cúp bóng đá Thủ đô và JVC Cup (giải đấu giao hữu trước thềm SEA Games).
Năm 2005, sau sóng gió mâu thuẫn nội bộ, Hữu Thắng được Sông Lam Nghệ An bổ nhiệm làm huấn luyện viên trưởng (các HLV phó là Hà Thìn và Nguyễn Xuân Vinh). Sau đó, do có liên quan tới một vụ tiêu cực, ông đã bị thay thế.
Đến nửa sau mùa giải 2009, đội bóng Hà Nội T&T mời Hữu Thắng về thay thế cho huấn luyện viên Triệu Quang Hà. Ông đã giúp Hà Nội T&T từ vị trí áp chót bảng xếp hạng ở lượt đi đến vị trí thứ 4 khi kết thúc V-League 2009. Tháng 9 cùng năm, ông trở lại huấn luyện đội bóng cũ Sông Lam Nghệ An.
Mùa giải 2010, Nguyễn Hữu Thắng cùng Sông Lam Nghệ An đoạt Cúp Quốc gia sau khi đánh bại Hoàng Anh Gia Lai với tỷ số 1–0 trong trận chung kết. Năm 2011, thêm một lần nữa đánh dấu sự nghiệp vinh quang của Nguyễn Hữu Thắng trong tư cách huấn luyện viên trưởng của Sông Lam Nghệ An với chức vô địch V-League. Sau mùa giải V.League 2014, Hữu Thắng quyết định chia tay Sông Lam Nghệ An.
Năm 2018, Hữu Thắng nhận lời làm chủ tịch câu lạc bộ Thành phố Hồ Chí Minh sau khi Lê Công Vinh từ chức. Ông có thời gian kiêm nhiệm cả chức huấn luyện viên tạm quyền của đội bóng trước khi được Ailton dos Santos Silva thay thế. Đầu tháng 8 năm 2022, Hữu Thắng một lần nữa quay trở lại làm huấn luyện viên tạm thời cho câu lạc bộ Thành phố Hồ Chí Minh thay cho ông Trần Minh Chiến trước khi Trương Việt Hoàng chính thức nắm đội vào cuối tháng 8.
Ngày 29 tháng 9 năm 2022, Nguyễn Hữu Thắng xác nhận ông vừa được bổ nhiệm làm giám đốc điều hành của đội bóng.

### Đội tuyển quốc gia
Ngày 3 tháng 3 năm 2016, Nguyễn Hữu Thắng được chọn làm huấn luyện viên trưởng đội tuyển quốc gia Việt Nam và đội U-23 quốc gia Việt Nam thay thế cho ông Toshiya Miura. Nhiệm vụ mà Liên đoàn Bóng đá Việt Nam giao cho Hữu Thắng là phải vào trận chung kết AFF Suzuki Cup 2016 và giành huy chương vàng SEA Games 29.
Ngày 6 tháng 6, Hữu Thắng cùng đội tuyển Việt Nam giành chức vô địch giải giao hữu AYA Bank Cup 2016 tại Myanmar sau khi thắng Singapore 3–0 trong trận chung kết của giải. Ngày 7 tháng 12, sau khi đội tuyển quốc gia Việt Nam thất bại với tổng tỷ số 3–4 sau trận bán kết lượt về AFF Suzuki Cup 2016 gặp Indonesia, Hữu Thắng đã bật khóc ngay trong phòng họp báo sau trận đấu; đây là lần đầu tiên một huấn luyện viên Việt Nam khóc trong phòng họp báo vì thất bại.
Tháng 7 năm 2017, Hữu Thắng dẫn dắt đội tuyển U-23 Việt Nam vượt qua vòng loại U-23 châu Á 2018 sau khi giúp đội thắng U-23 Đông Timor 4–0, U-23 Ma Cao 8–1, và thua sát nút U-23 Hàn Quốc 1–2.
Ngày 24 tháng 8 năm 2017, sau khi U-22 Việt Nam thua đậm U-22 Thái Lan với tỷ số 0–3 và bị loại ngay từ vòng bảng SEA Games 29, Nguyễn Hữu Thắng đã tuyên bố từ chức huấn luyện viên trưởng đội tuyển quốc gia Việt Nam.

## Cuộc sống cá nhân
Nguyễn Hữu Thắng kết hôn với vợ tên Trần Thị Thanh Thủy vào năm 2002, đến nay họ đã có hai người con trai.

## Thống kê sự nghiệp

### Quốc tế
| Đội tuyển quốc gia | Năm       | Trận | Bàn |
| ------------------ | --------- | ---- | --- |
| Việt Nam           | 1995      | 1    | 0   |
| Việt Nam           | 1996      | 1    | 1   |
| Việt Nam           | 1997      | 7    | 0   |
| Việt Nam           | 1998      | 5    | 0   |
| Tổng cộng          | Tổng cộng | 14   | 1   |